# Degenhard Freiherr von Twickel
Degenhard Freiherr von Twickel (* 19. September 1949) ist ein deutscher Jurist. Er war von 2003 bis 2013 Richter am Bundesfinanzhof.

## Leben und Wirken
Von Twickel trat nach Abschluss seiner juristischen Ausbildung in den höheren Dienst der Finanzverwaltung des Landes Nordrhein-Westfalen ein und war mehrere Jahre als Sachgebietsleiter im Finanzamt Brilon tätig. Im Juni 1983 erfolgte seine Berufung als Referent in das Bundesministerium der Finanzen. 1987 wechselte von Twickel als Richter an das Finanzgericht Münster.
Nach seiner Ernennung zum Richter am Bundesfinanzhof im August 2003 wies das Präsidium von Twickel dem VI. (Lohnsteuer-)Senat zu. Seit Dezember 2005 war er Mitglied des IV. Senats, der für Einkommensteuer natürlicher Personen mit Einkünften aus Land- und Forstwirtschaft sowie für Personengesellschaften mit Einkünften aus Gewerbebetrieb bzw. aus Land- und Forstwirtschaft zuständig ist. Von Twickel trat am 15. September 2013 in die Freistellungsphase der Altersteilzeit.